# 都任
都任（1580年—1643年），字季樂，號弘若，河南開封府祥符縣人。明朝政治人物。

## 生平
萬曆四十年（1612年）壬子科鄉試第七十二名舉人，四十一年（1613年）联捷癸丑科進士。都察院觀政，授南京兵部武库司主事，四十四年升郎中，四十五年升山西太原府知府，天啓元年升山西按察司副使，三年遷四川布政使司右參政，本年养病。天啟五年（1625年）大計官員，左遷江西僉事，七年升山西井陉道參政，崇祯二年升陕西按察使，三年升山西右布政使，四年升陝西左布政使。崇禎五年（1632年），謫山東督粮道右參政，六年升本省按察使，調山西昌平道按察使。都任任性剛嚴，數次謫官，終不改變。有巡按御史張孫振誣陷提學僉事袁繼咸，都任卻對其屢次慰問，惹張孫振怒，在崇祯七年大計期間找藉口將其撤職。不久起復为陕西神木道右參政，遷山西按察使，复因守正不阿，失直指意罢职，林居者四年。
崇禎末，因李自成之乱，都任又得起用为神木道，十六年調補右參政兼副使，整飭榆林兵備。崇禎十六年（1643年）九月，巡撫崔源之罷官，代者張鳳翼未至，總兵官王定從孫傳庭出關，大敗奔還，遠近震恐。李自成佔領西安，派將領李過率精兵數萬北上三邊，延安、綏德相繼陷羅。王定畏懼，以討河套之寇為名，率所部出逃。榆林益加空虛。都任緊急集合軍民，慷慨流涕，諭以大義，與督餉員外郎王家錄、副將惠顯等商議城守。都任以尤世威為主帥，率諸將王世欽等數十人，誓死守衛。李自成遣使招降，任斬以徇。賊大眾麕至，十一月望日，城池被圍。二十七日，城陷，都任巷戰不支被俘，次日因大罵不屈被殺。生于萬曆庚辰十一月十五日戌时，卒年六十四。《明史》有傳。

## 家族
曾祖都臣，典膳。祖父都文奎，嘉靖甲辰進士，官镇江知府。父都维新，甲子举人、大同府通判。祖母庞氏、母翁氏皆赠淑人。元配李氏，累封淑人。長子都元祺。孫都甫，順治戊戌進士。

## 延伸阅读
[在维基数据编辑]
 《明史卷二百九十四》，出自《明史》

| 官衔          | 官衔                          | 官衔          |
| ------------- | ----------------------------- | ------------- |
| 前任： 宋鴻儒 | 明朝太原府知府 1618年－1621年 | 繼任： 張耀采 |